# Territorium Papoea en Nieuw-Guinea
Het territorium Papoea en Nieuw-Guinea (Engels: Territory of Papua and New Guinea) was het door Australië bestuurde gebied dat tegenwoordig onafhankelijk is onder de naam Papoea-Nieuw-Guinea. Het gebied werd in 1949 opgericht door het samenvoegen van het door Australië bestuurde territorium Papoea met het eveneens door Australië bestuurde territorium Nieuw-Guinea. Het territorium Papoea was een voormalige Britse kolonie (Brits-Nieuw-Guinea) waarvan het bestuur in 1906 overgedragen was aan Australië. Het territorium Nieuw-Guinea was oorspronkelijk een Duitse kolonie (Duits-Nieuw-Guinea) en was in de Eerste Wereldoorlog door Australië veroverd en werd na de oorlog een door Australië bestuurd mandaatgebied van de Volkenbond. Na de Tweede Wereldoorlog werd Nieuw-Guinea omgevormd tot een trustschap van de Verenigde Naties. 
Ondanks de bestuurlijke samenvoeging bestond het territorium Papoea en Nieuw-Guinea officieel uit twee aparte entiteiten, omdat Papoea en Nieuw-Guinea elk een verschillende status hadden. Het territorium Papoea was een extern territorium van Australië en het territorium Nieuw-Guinea was een trustschap van de Verenigde Naties. In 1971 werd de naam van het territorium gewijzigd in Territorium Papoea-Nieuw-Guinea en in 1975 werd Papoea-Nieuw-Guinea in zijn geheel onafhankelijk.
Brits-Kameroen · Brits-Togoland · Frans-Kameroen · Frans-Togoland · Nauru · Nieuw-Guinea (een onderdeel van het Territorium Papoea en Nieuw-Guinea) · Ruanda-Urundi · Somalië · Tanganyika · Trustschap van de Pacifische Eilanden · West-Samoa